# Giuseppe Valenti
Giuseppe Valenti (Viterbo, 1º gennaio 1907 – Roma, 1978) è stato un calciatore e allenatore di calcio italiano.

## Caratteristiche tecniche
Roccioso mediano, non molto dotato di tecnica, ma di grande prestanza fisica.

## Carriera
Cresciuto nella Viterbese, passa poi alla Lazio, con la quale ha debuttato in prima squadra. È poi passato al Bari per due stagioni nella nuova Serie A con 65 partite ed una rete. Poi ha giocato per tre stagioni, sempre in Serie A con il Brescia, disputando 90 incontri con 2 reti realizzate. Ancora un anno in Serie A nella Sampierdarenese, prima di chiudere la carriera nelle serie minori, prima a Reggio Emilia e poi nel suo Lazio, a Rieti.